# Курорта
Куро́рта (рос. Курорта, башк. Курорт) — село у складі Гафурійського району Башкортостану, Росія. Входить до складу Красноусольської сільської ради.
Населення — 598 осіб (2010; 907 в 2002).
Національний склад:
- башкири — 34%
- росіяни — 28%